# Piero Natoli
Piero Natoli, nato col nome Pietro (Roma, 22 novembre 1943 – Roma, 8 maggio 2001), è stato un attore, regista, sceneggiatore e produttore cinematografico italiano.

## Biografia
Natoli nacque e crebbe a Roma in una famiglia aristocratica originaria di Patti (in provincia di Messina), appartenente ad un ramo dell'antico casato principesco dei Natoli di Sicilia (di remota origine provenzale), trasferitasi nell'Urbe nel corso degli anni quaranta. Una volta laureatosi in Giurisprudenza entrò nel mondo del cinema come aiuto-regista di Marco Bellocchio. Esordì contemporaneamente come regista e attore nel 1980 nel film Con... fusione. Sono da ricordare le sue interpretazioni in Compagni di scuola e in Ferie d'agosto. Lavorò per 8 anni alla Rai come autore e regista di documentari e inchieste.
Morì l'8 maggio 2001 a 57 anni a causa di un aneurisma cerebrale all'ospedale San Filippo Neri di Roma. Riposa al cimitero del Verano.

## Vita privata
Era padre dell'attrice Carlotta Natoli che esordì con lui a 8 anni, nel film Con... fusione diretto da lui stesso.

## Filmografia

### Regista
- Armonica a bocca (1980)
- Con... fusione (1980)
- Chi c'è c'è (1987)
- Gli assassini vanno in coppia (1992)
- Ladri di cinema (1994)

### Attore
- Con... fusione, regia di Piero Natoli (1980)
- Il momento magico, regia di Luciano Odorisio (1984)
- Ti presento un'amica, regia di Francesco Massaro (1987)
- Chi c'è c'è, regia di Piero Natoli (1987)
- Compagni di scuola, regia di Carlo Verdone (1988)
- Affetti speciali, regia di Felice Farina (1989)
- Gli assassini vanno in coppia, regia di Piero Natoli (1992)
- Quattro figli unici, regia di Fulvio Wetzl (1992)
- Ladri di cinema, regia di Piero Natoli (1994)
- Ferie d'agosto, regia di Paolo Virzì (1995)
- Cuori al verde, regia di Giuseppe Piccioni (1995)
- Il cielo è sempre più blu, regia di Antonio Luigi Grimaldi (1995)
- Cresceranno i carciofi a Mimongo, regia di Fulvio Ottaviano (1996)
- Stressati, regia di Mauro Cappelloni (1997)
- Figurine, regia di Giovanni Robbiano (1997)
- L'ultimo capodanno, regia di Marco Risi (1998)
- Abbiamo solo fatto l'amore, regia di Fulvio Ottaviano (1998)
- Ecco fatto, regia di Gabriele Muccino (1998)
- Amico mio - serie TV, regia di Paolo Poeti (1998)
- Simpatici e antipatici, regia di Christian De Sica (1998)
- Ladri si diventa, regia di Fabio Luigi Lionello (1998)
- Vita da reuccio, regia di Andrea Zaccariello (1999)
- Boom, regia di Andrea Zaccariello (1999)
- Le sciamane, regia di Anna Rita Ciccone (2000)
- La banda, regia di Claudio Fragasso (2001)
- L'ultimo bacio, regia di Gabriele Muccino (2001)
- Stiamo bene insieme, regia di Elisabetta Lodoli e Vittorio Sindoni (2002) - postumo
- Fate come noi, regia di Francesco Apolloni (2004) - postumo